# Руда (Стрийський район)
Руда́ — село в Україні, у Гніздичівській селищній громаді, Стрийського району, Львівської області. Розташоване на березі річки Бережниця, притоки Дністра, за 8 км від міста Жидачева.

## Назва
Назва «Руда» походить від того, що в давньоруські часи та в ранньому середньовіччі тут добували залізну руду, з якої на околиці села, в урочищі, пізніше названому «на Демнищах», виплавляли залізо. Звідти залізо йшло до Удеча (або Зудеча) (Жидачева), для виготовлення зброї та знарядь праці.

## Історія
Місцевість, де розташована Руда, була заселена від найдавніших часів. Встановлено, що на території сучасної середньої школи, на підвищенні над річкою, у XII—XIV століттях було укріплене городище. Пізніше тут був замок, маєток знатних українських родів. Архівні матеріали свідчать, що наприкінці XIV століття власником маєтку в Руді був дідич Данило Дажбогович Задеревацький засновник роду Даниловичів.

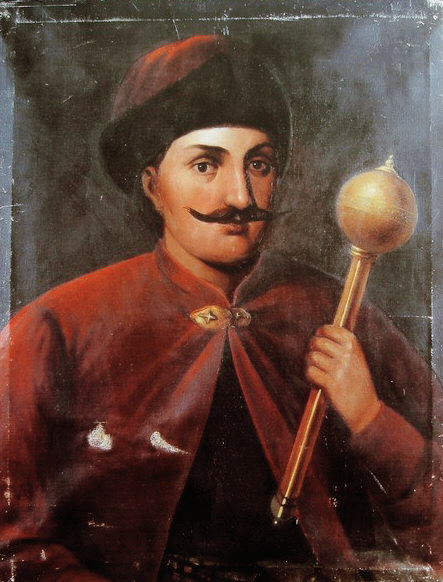
Іван Виговський

Початково село називалося Пилипова Руда. Під такою назвою воно згадане в грамоті 29 червня 1394 року, в якій йдеться про дарування довколишніх сіл королем Ягайлом.
1623 року Руда отримала статус міста та Магдебурзьке право і стала центром великого ключа сіл: Волиця, Лівчиці, Ганнівці, Йосиповичі.
Від 1660 року містечко Руда разом з прилеглими селами переходить у власність родини Виговських і перебуває у їхньому володінні понад 100 років.
Поблизу села у травні 1686 року Міхал Флоріан Жевуський отримав командування частинами королівського війська, які збирались у похід до Молдавії.

## Музей гетьмана Виговського
2004 року відкрили як філію Львівської галереї мистецтв «Музей гетьмана Виговського». Він розміщений у двоповерховому будиночку, в котрому колись мешкав управитель маєтку, а вже при радянській владі функціонувала лікарня. За метрів сто від музею є пам'ятник видатному гетьману. Він якраз навпроти колишнього маєтку Виговських. Нині тут ази знань здобувають місцеві дітлахи.
Крім музею та пам'ятника гетьману Іванові Виговському, в Руді вам обов'язково покажуть на подвір'ї гетьманського маєтку і старезного дуба. Кажуть, що його посадив сам легендарний переможець у битві під Конотопом.
До садиби Виговських потрапляєш лише через місточок, бо довкола маєток обнесено глибоким ровом. Щоправда, маєток лише умовно можна назвати гетьманською садибою. Адже ця будівля з'явилася уже після того, як Виговські продали маєток наступним господарям — графам Петруським.
При вході до музею — гармата, у ньому чимало раритетів. Зібрано насамперед колекцію ікон з храму у Йосиповичах. Є і образочок з іконостасу йосиповицької церкви. Історики схиляються до думки, що його міг тримати у руках сам гетьман Виговський. Ще один цінний експонат — дубові двері, які 1712 року подарувала храму у Йосиповичах дружина сина Івана Виговського.
Також у музеї є і копії з картин епохи Виговського, і колекція портретів гетьманів, і чимало старовинних та козацьких речей. І, звісно, копія Гадяцького договору, і схеми та карти відомих переможних козацьких боїв. Садиба Виговського була детально описана в книжці Ірини Вороняк «50 куточків Львівщини, які варто відвідати».

## Можливе поховання Івана Виговського

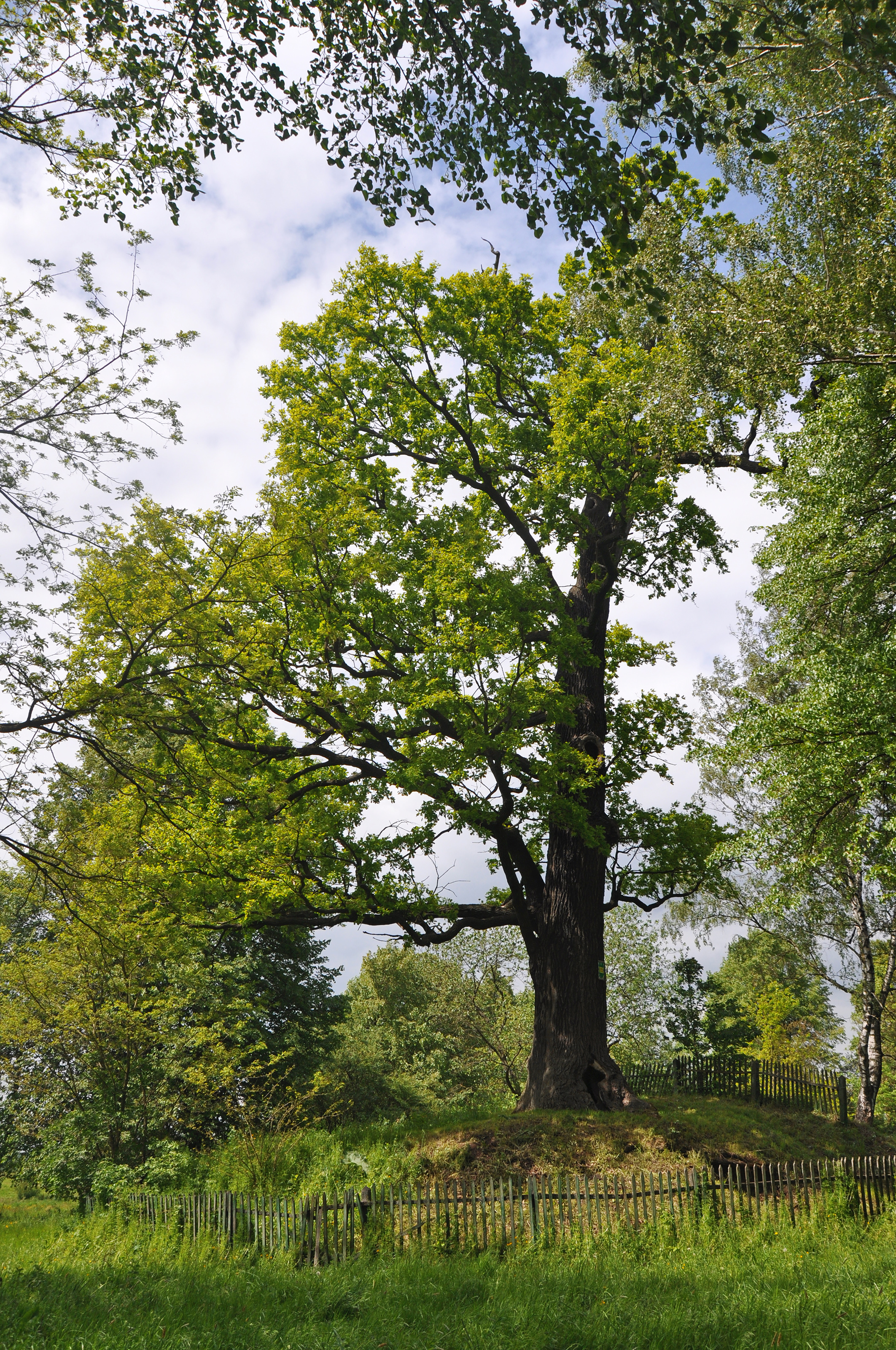
«Дуб Виговського»

Коли вбили поляки Івана Виговського, його дружина Олена переїхала до с. Руда із сином.
За тілом Олена відправила брата, де він місяць на конях віз Виговського, щоб поховати.
Досліджуючи місце поховання гетьмана Івана Виговського, викладач Львівського національного університету імені Івана Франка кандидат історичних наук Василь Рудий, який тривалий час займався пошуком могили гетьмана на території історичної Руди, вважає, «що син Івана Виговського від першої дружини Євстахій вирішив перевезти останки родичів та близьких з монастирської усипальниці Юсиптицького скиту до родового маєтку у місто Руду, щоб над ними не поглумилися вороги».
Дійсно, на території колишнього родинного замку Виговських приблизно в той час було насипано курган понад чотири метри заввишки, де росте ще й досі дуб, названий в народі дубом Виговського. Йому, за оцінкою спеціалістів, понад триста років. Можливо під цим «містичним» дубом і є могила Гетьмана України Івана Виговського.

## Політика

### Парламентські вибори, 2019
На позачергових парламентських виборах 2019 року у селі функціонувала окрема виборча дільниця № 460380, розташована у приміщенні народного дому.
Результати
- зареєстровано 458 виборців, явка 54,59 %, найбільше голосів віддано за «Слугу народу» — 27,20 %, за Голос — 22,40 %, за «Європейську Солідарність» — 10,40 %.[6] В одномандатному окрузі найбільше голосів отримав Андрій Кіт (самовисування) — 23,20 %, за Володимира Гаврона (Голос) — 22,80 %, за Володимира Наконечного (Слуга народу) — 18,00 %[7].

## Персоналії
- Олена Стеткевич (пом. 1664) — дружина гетьмана Війська Запорізького Івана Виговського.
- Адам Филиповський (1886—1956) — український релігійний діяч, після Другої світової війни — єпископ Московської патріархії у США.

## Пам'ятки
- Церква Різдва Пресвятої Богородиці[d][8] і її дзвіниця[d]. Внесена до реєстру пам'яток архітектури місцевого значення за охоронним номером 455/1-М.
- Пам'ятник гетьману Іванові Виговському.
- Ботанічна пам'ятка природи — «Дуб Виговського».

## Світлини

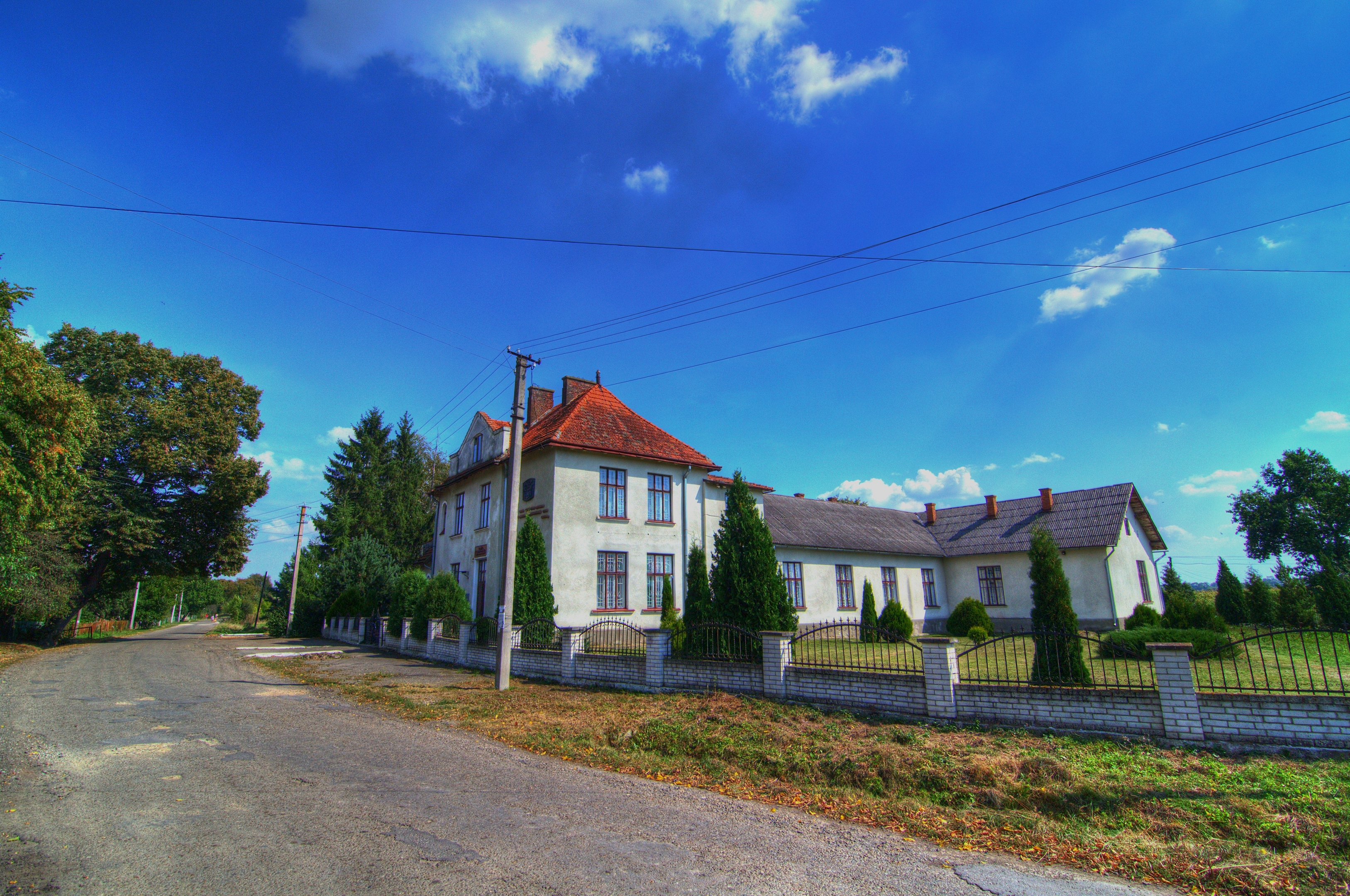
Музей Івана Виговського
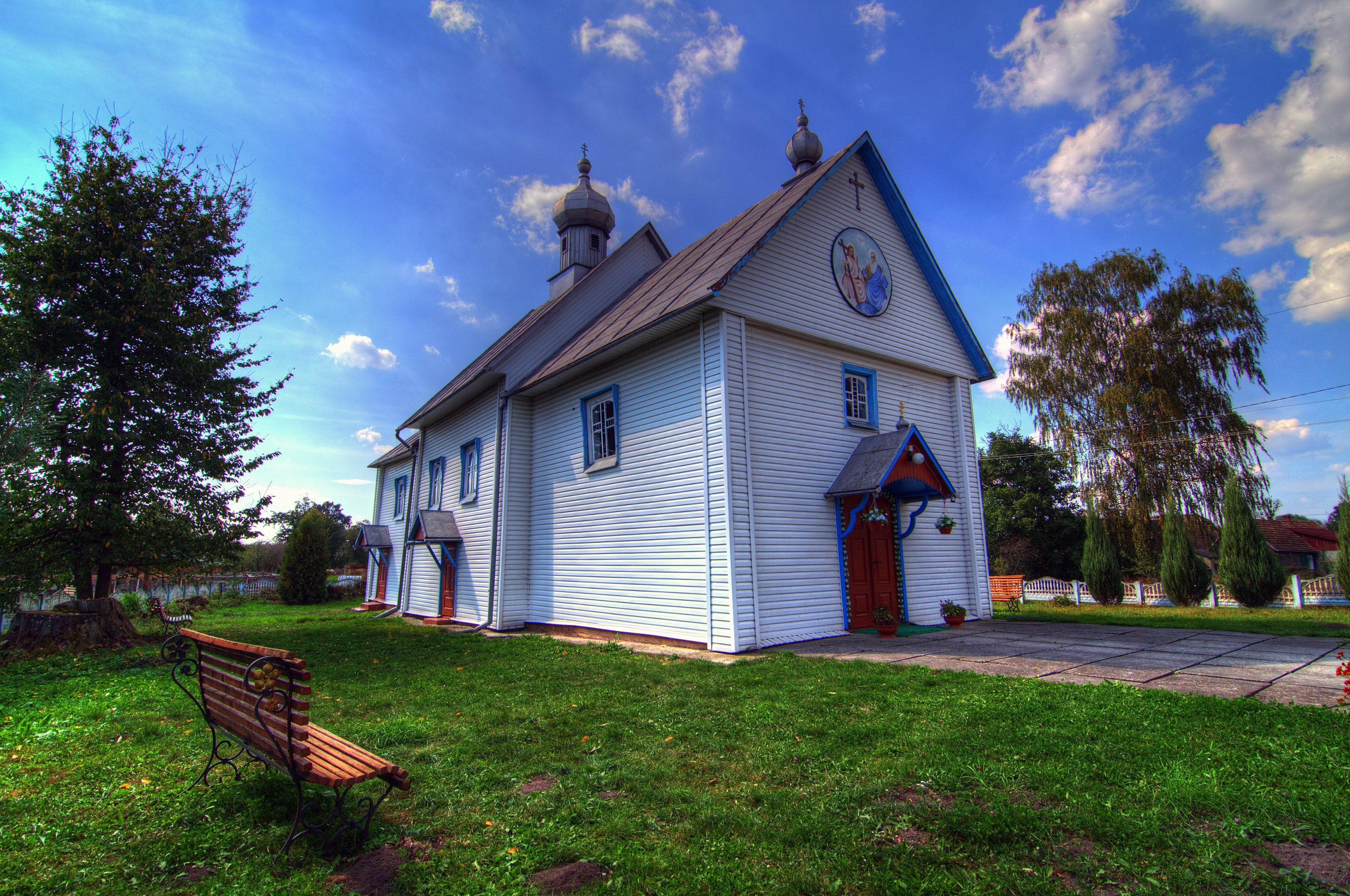
Церква

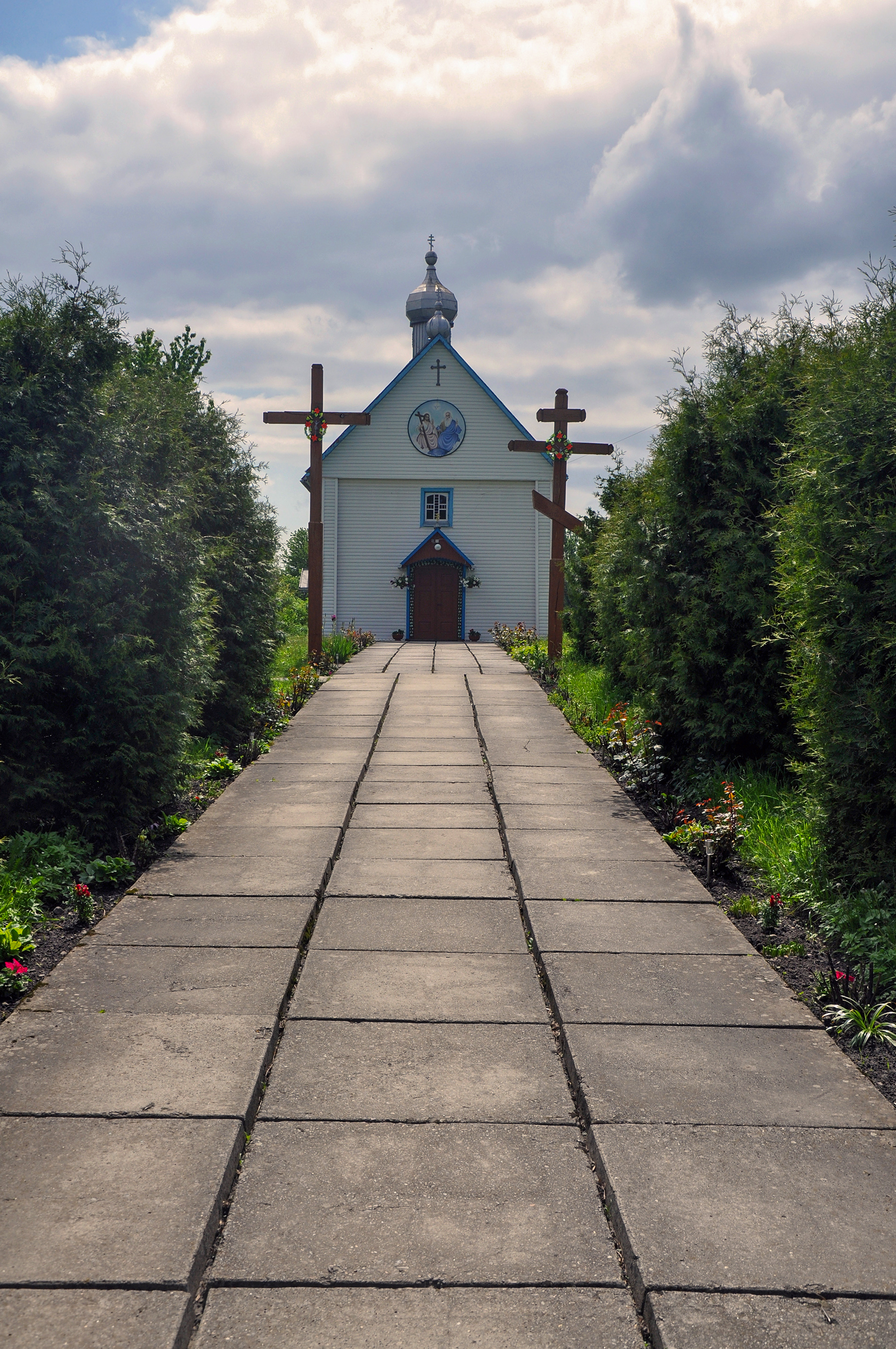
Церква Різдва Пресвятої Богородиці
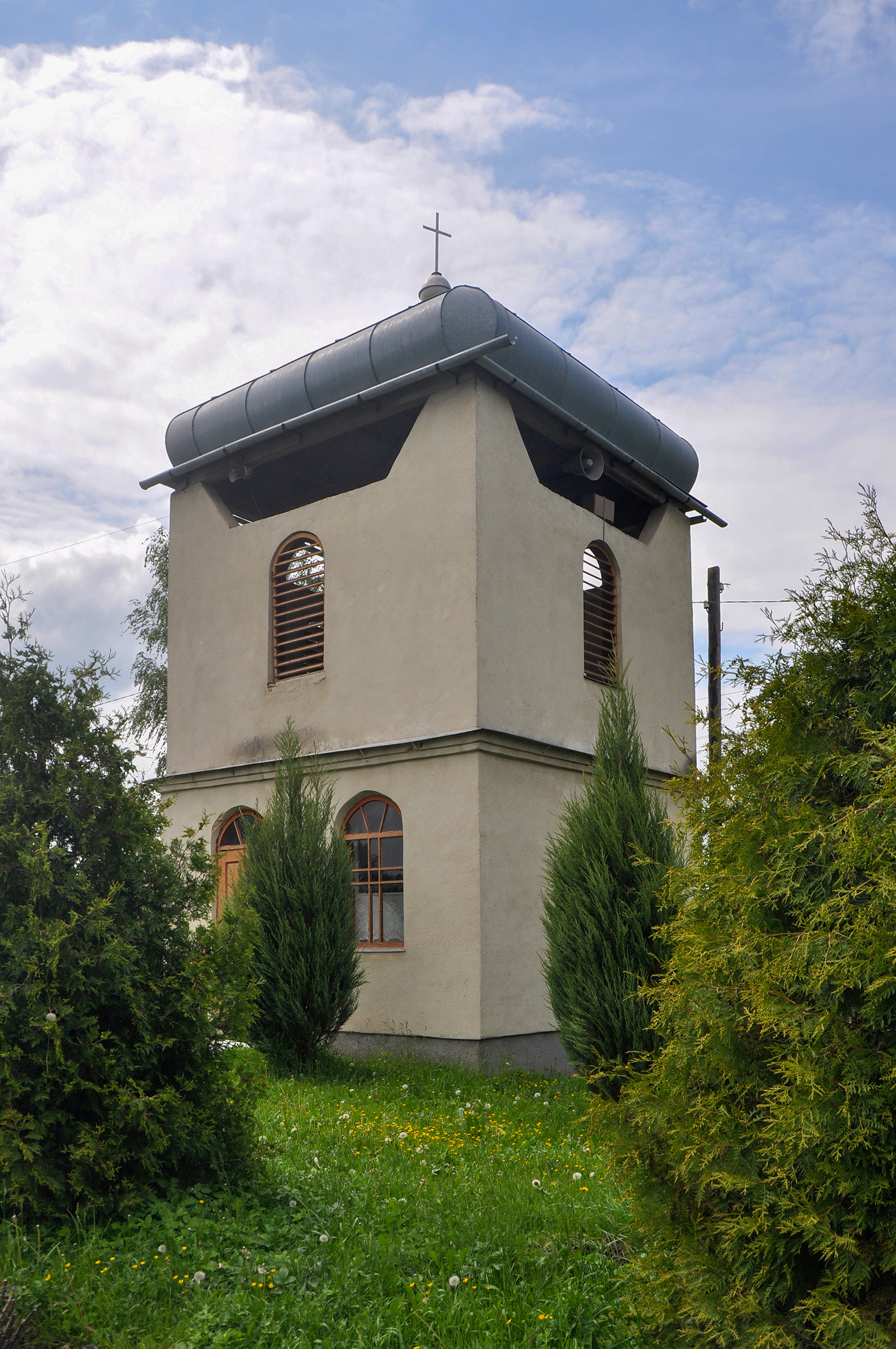
Дзвіниця
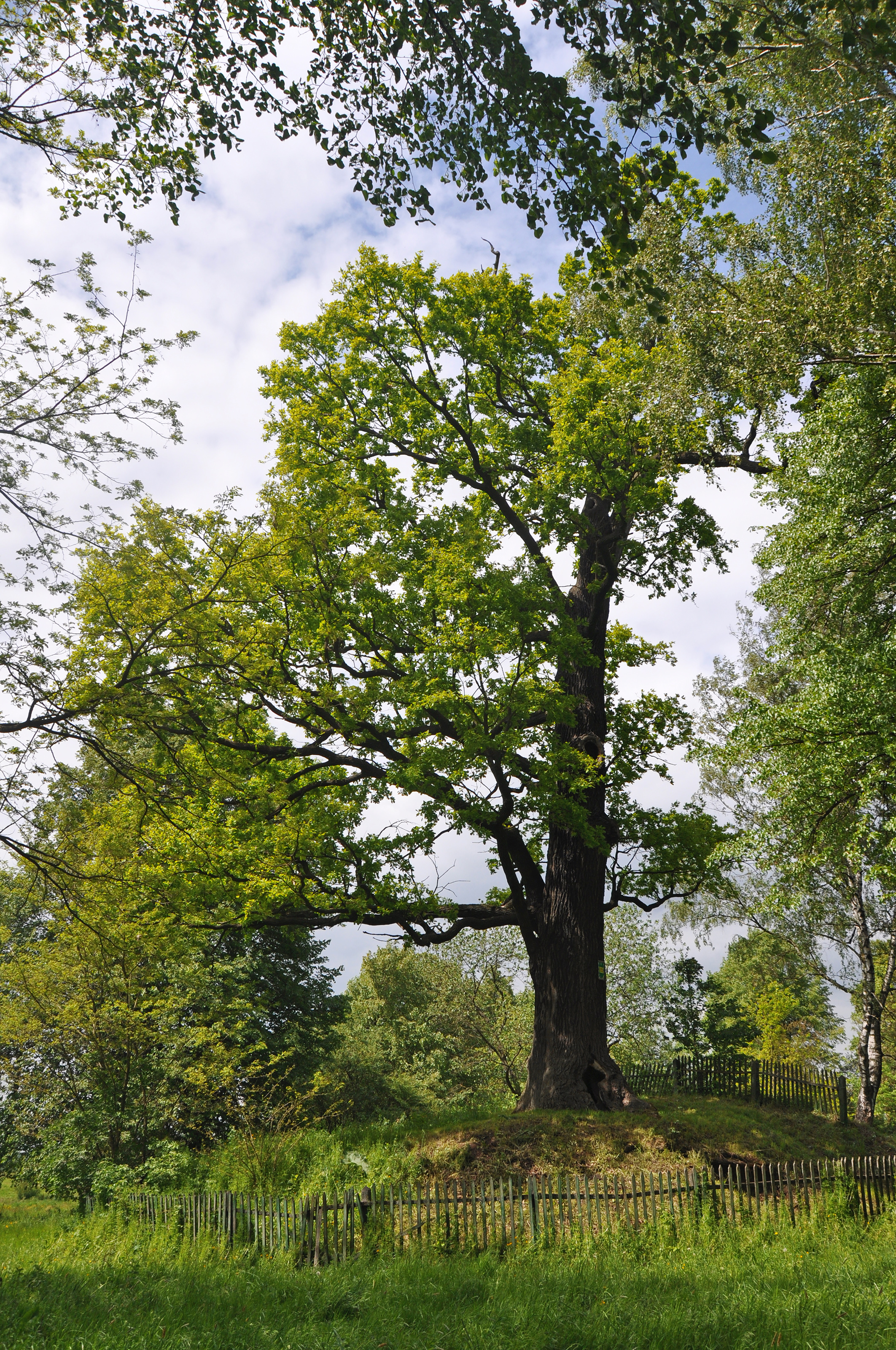
Дуб Виговського